# 仏向西
仏向西（ぶっこうにし）は、神奈川県横浜市保土ケ谷区の地名。「丁目」の設定のない単独町名である。住居表示実施済区域。

## 地理
保土ケ谷区の西部に位置している。面積は0.236km²。

### 地価
住宅地の地価は、2024年（令和6年）7月1日の神奈川県地価調査によれば、仏向西38-19の地点で15万6000円/m²となっている。

## 歴史

### 町名の由来
仏向町の西にあることから。

### 沿革
- 2010年（平成22年）12月6日 - 仏向町の一部から新設[7]。

## 世帯数と人口
2025年（令和7年）6月30日現在（横浜市発表）の世帯数と人口は以下の通りである。
| 町丁   | 世帯数    | 人口    |
| ------ | --------- | ------- |
| 仏向西 | 1,735世帯 | 3,693人 |

### 人口の変遷
国勢調査による人口の推移。
| 年                 | 人口  |
| ------------------ | ----- |
| 2015年（平成27年） | 4,035 |
| 2020年（令和2年）  | 3,899 |

### 世帯数の変遷
国勢調査による世帯数の推移。
| 年                 | 世帯数 |
| ------------------ | ------ |
| 2015年（平成27年） | 1,558  |
| 2020年（令和2年）  | 1,618  |

## 学区
市立小・中学校に通う場合、学区は以下の通りとなる（2024年11月時点）。
| 番・番地等 | 小学校             | 中学校                 |
| ---------- | ------------------ | ---------------------- |
| 全域       | 横浜市立坂本小学校 | 横浜市立保土ケ谷中学校 |

## 事業所
2021年（令和3年）現在の経済センサス調査による事業所数と従業員数は以下の通りである。
| 町丁   | 事業所数 | 従業員数 |
| ------ | -------- | -------- |
| 仏向西 | 34事業所 | 337人    |

### 事業者数の変遷
経済センサスによる事業所数の推移。
| 年                 | 事業者数 |
| ------------------ | -------- |
| 2016年（平成28年） | 31       |
| 2021年（令和3年）  | 34       |

### 従業員数の変遷
経済センサスによる従業員数の推移。
| 年                 | 従業員数 |
| ------------------ | -------- |
| 2016年（平成28年） | 165      |
| 2021年（令和3年）  | 337      |

## 施設
- 横浜市西谷第2分庁舎

## その他

### 日本郵便
- 郵便番号 : 240-0046[3]（集配局：保土ヶ谷郵便局[13]）

### 警察
町内の警察の管轄区域は以下の通りである。
| 番・番地等 | 警察署         | 交番・駐在所 |
| ---------- | -------------- | ------------ |
| 全域       | 保土ケ谷警察署 | 両郡橋交番   |